# Truncatella bahamensis
Truncatella bahamensis är en snäckart som beskrevs av Clench och Turner 1948. Truncatella bahamensis ingår i släktet Truncatella och familjen Truncatellidae. Inga underarter finns listade i Catalogue of Life.